# Dwars door Vlaanderen 1951
Dwars door Vlaanderen 1951 (deutsch: Quer durch Flandern) war die 7. Austragung des belgischen Straßenradrennens Dwars door Vlaanderen in der Region Flandern. Das Rennen fand über zwei Etappen vom 28. bis zum 29. April 1951 über 492 Kilometer für Berufsfahrer statt. Sieger wurde Raymond Impanis aus Belgien.

## Rennverlauf
Dwars door Vlaanderen 1951 startete mit der 1. Etappe von Waregem nach Eisden über 246 Kilometer. Raymond Impanis und Marcel Hendrickx erreichten das Ziel mit mehr als sieben Minuten Vorsprung. Impanis gewann die Etappe. Die 2. Etappe wurde von Eisden nach Waregem über 246 Kilometer gefahren. Noch 64 Radrennfahrer traten am Start an. André Maelbrancke wurde Etappensieger. Lediglich acht Fahrer kamen bei widrigen Wetterbedingungen in die Endwertung. Impanis gewann die Gesamtwertung vor Marcel Hendrickx.

## Rennergebnis
|    | Fahrer             | Team               | Zeit           |
| -- | ------------------ | ------------------ | -------------- |
| 1. | Raymond Impanis    | Alcyon–Dunlop      | 13:09:15 h     |
| 2. | Marcel Hendrickx   | Mercier–Hutchinson | gl. Zeit       |
| 3. | André Rosseel      | Mercier–Hutchinson | + 7:15 Minuten |
| 4. | Karel De Baere     | Vredestein         | + 7:39 Minuten |
| 5. | Baziel Wambeke     | Thompson           | + 8:00 Minuten |
| 6. | Roger Desmet       | Bertin             | gl. Zeit       |
| 7. | Georges Vermeersch | Bertin             | + 9:15 Minuten |
| 8. | Marcel Driesen     | Magnat             | gl. Zeit       |